# 雇い止め
雇い止め（やといどめ）とは、期間の定めのある労働契約において、雇用期間が満了したときに使用者が契約を更新せずに、労働者を辞めさせることである。
例えば、「3年経過後には正社員として採用する」、もしくは「正社員待遇にする」「給与をアップする」という契約や口頭説明があった場合に、3年目の契約更新前に辞めさせたり、契約更新をしなかったりする場合には『雇い止め』とされ、労働問題として扱われる。
雇い止めは、正社員の解雇とは異なる概念であるが、それまでに何回か契約が更新され、使用者から継続を期待させる言動があった場合、契約の更新を期待していた労働者にとっては解雇と異ならない。そのため、判例においては、雇い止めについても、解雇権濫用法理を類推して雇用を保証するケースがあると認めている。
- 有期労働契約が所定の要件を満たす場合の法規制については、解雇#解雇の制限及び労働契約法#期間の定めのある労働契約を参照。
- 派遣労働者における雇い止めについては、 派遣切りを参照。
- 厚生労働大臣が定める「有期労働契約の締結、更新及び雇止めに関する基準」については、労働条件#有期労働契約の締結、更新及び雇止めに関する基準を参照。